# 富士L4-1型引擎
富士L4-1型引擎乃是1950年代日本富士重工業為了試作車P-1而開發的往復式活塞直列四缸汽油引擎。隨著P-1計劃胎死腹中，該具引擎未曾正式量產。

## 概要
另參考：速霸陸1500

1952年6月17日中島飛機伊勢崎工廠改組而成的富士汽車工業開始研發1.5L級距的乘用車，試作車P-1所搭載的FG4A型引擎由系出同門的富士精密工業供應。當時富士精密工業正與多摩汽車（（日語）たま自動車工業，王子汽車之前身）談判合併的問題，受到後者最大股東普利司通輪胎創辦人石橋正二郎的反對，FG4A型引擎無法繼續供應。於是，富士汽車工業改向戰前同屬中島飛機的大宮富士工業求援。後者起用年輕工程師本田元光，以英國福特公司與佛賀汽車的引擎為原型，1954年2月完成試作品，最大出力45ps；接著屢加改良，曾達到最大馬力63ps / 4,600rpm的記錄。1955年4月共製造出30具試作引擎，其中有9具搭載於P-1試作車上。L4-1型比FG4A型減少20%重量、構造同為1.5L直列四缸OHV水冷式四衝程循環，但馬力從原有的48ps推舉至55ps / 4,400rpm，最大扭力11.0kgf·m / 2,700rpm。

## 內部連結
- 富士重工業
- 百瀨晉六
- 速霸陸1500

## 外部連結
- （日語）スバル博物館：幻の名車P-1スバル1500 （页面存档备份，存于）